# Stenurella hybridula
Stenurella hybridula es una especie de insecto coleóptero de la familia Cerambycidae. Estos longicornios se distribuyen por la península ibérica.
Miden unos 10-12 mm. Son primaverales y florícolas.